# Walter Maddock
Walter Jeremiah Maddock, född 13 september 1880 i Grand Forks, Dakotaterritoriet (i nuvarande North Dakota), död 25 januari 1951 i Bismarck, var en amerikansk politiker. Han var guvernör i delstaten North Dakota 1928–1929.
Maddock studerade vid Northwestern Business College i Grand Forks och inledde sin karriär inom delstatspolitiken som republikan. Han var med från början i Nonpartisan League som fick allt större inflytande i North Dakota.
Maddock var Arthur G. Sorlies viceguvernör 1925–1928. Guvernör Sorlie avled 1928 i ämbetet och efterträddes av Maddock. Republikanerna nominerade IVA:s kandidat George F. Shafer i guvernörsvalet 1928, medan Maddock, som hade tillträtt guvernörsämbetet som republikan, ställde upp som Demokratiska partiets kandidat. Demokraterna förlorade valet och Maddock efterträddes 1929 som guvernör av Shafer.
Katoliken Maddock gravsattes på Saint Marys Cemetery i Bismarck.